# Actia jocularis
Actia jocularis là một loài ruồi trong họ Tachinidae.